# Клёнова, Мария Васильевна
Мария Васильевна Клёнова (1898—1976) — советский геолог, доктор геолого-минералогических наук, одна из основателей морской геологии в СССР.

## Биография
Мария Васильевна Клёнова родилась 31 июля (12 августа) 1898 в Иркутске в семье рабочего, Василия Дмитриевича (ссыльнопоселенца, отбывшего каторгу за участие в революционной деятельности), и фельдшера, Раисы Наумовны.
Окончив гимназию в Екатеринбурге, В 1915—1919 году проходила медицинские курсы в Москве, Екатеринбурге и Томском университете; поворотным моментом для неё стало посещение лекций Фритьофа Нансена об арктических экспедициях.
C 1925 года работала старшим научным сотрудником Института океанологии Академии наук СССР.
В 1937 году М. В. Клёнову утвердили в звании профессора в области геологии моря и постановлением Высшей Аттестационной Комиссии от 11 мая 1937 г. ей была присвоена ученая степень доктора геолого-минералогических наук без защиты диссертации. На основе своих исследований она разработала методику составления грунтовых карт морей. По этой методике и под руководством М. В. Клёновой было составлено свыше 150 грунтовых карт для Баренцева, Белого, Каспийского и других морей.
Во время Великой Отечественной войны работала начальником Отделения геологии моря Морского отдела Государственного гидрологического института ГУГМС КА. Под руководством М. В. Клёновой было составлено около 200 специальных карт и атласов для военно-морского флота. Она неоднократно выезжала на Северный и Черноморский флоты, где работала над составлением пособий, читала лекции подводникам.
В 1945—1949 годах была начальником Морского отряда Азербайджанской нефтяной экспедиции Академии наук СССР.
В 1945—1953 годах участвовала в подготовке и издании Морского атласа в Лаборатории геологии моря Государственного Океанографического института.
В 1938—1939 годах написала, в 1946—1947 годах дополнила, и в 1948 году опубликовала (под редакцией С. Я. Миттельмана) учебник для вузов — «Геология моря».
В 1949—1955 годах работала старшим научным сотрудником и начальником Морской геологической экспедиции, научный руководитель группы геологии шельфа в ИГН АН СССР.
С 1955 года работала в Институте океанологии АН СССР.
Участвовала в морских экспедициях АН СССР: на Каспий, в Арктику (Новая Земля, Шпицберген, Земля Франца-Иосифа), принимала участие и в Первой советской антарктической экспедиции. Она проводила исследования осадочных пород в реках, морях и океанах, и считается основателем российской морской геологии. Провела 4 дня на дрейфущих льдах, она была первая женщина на дрейфующей станции «Северный полюс-4». Считается первой женщиной-учёным, исследовавшей Антарктику — она участвовала в первой советской комплексной антарктической экспедиции 1955—1957 годов на дизель-электроходе «Обь».
В 1960 году опубликовала монографию по геологии Баренцева моря, в 1975 году — по геологии Атлантического океана.
Cкончалась 6 августа 1976 года в Москве.

## Семья
Сестра — Клёнова, Елена Васильевна, врач.
- Муж — Пустовалов, Леонид Васильевич (1902—1970), геолог.

## Награды, премии и звания
- 1943 — Орден Трудового Красного Знамени за изучение морских грунтов и создание научной дисциплины «геология моря»[8].
- 1951 — Орден Ленина
- 1962 — Премия имени И. М. Губкина как ведущим авторам за монографию «Геологическое строение подводного склона Каспийского моря» (в соавторстве с Соловьёвым В. Ф. и Скорняковой Н. С.)[9]
- 1969 — звание Заслуженный деятель науки и техники РСФСР
- 1975 — Орден «Знак Почёта»

## Членство в организациях
- C 1941 — КПСС
- МОИП

## Память
В её память были названы:
- долина Клёновой (Klenova valley[10]) — океанская впадина на севере от Гренландии, открытая гидрографической экспедицией Северного флота в 1981 — 1983 годах. Координаты: 85°19′ с. ш. 45°50′ з. д.HGЯO[11];
- гора Клёновой (Klenova seamount) — подводная гора в 450 км на восток от бразильского города Салвадор. Координаты: 13°01′ ю. ш. 34°15′ з. д.HGЯO[12];
- кратер Клёнова (Klenova crater) — ударный кратер на планете Венера[13];
- учебно-производственное судно «Профессор Клёнова» (Мурманск) — построено в ГДР в 1979 году, эксплуатировалось до 2004 года, разобрано в Индии[14].